# Alain Leblanc (romancier)
 (octobre 2013).
Si vous disposez d'ouvrages ou d'articles de référence ou si vous connaissez des sites web de qualité traitant du thème abordé ici, merci de compléter l'article en donnant les références utiles à sa vérifiabilité et en les liant à la section « Notes et références ».
Pour l’article homonyme, voir Alain Leblanc.
Alain Leblanc, né en 1951, est un romancier et scénariste français.

## Biographie
Né à Paris en 1951, il fait ses débuts de journaliste culturel à Combat en 1973, auprès de Marcel Claverie. L'année suivante, il intègre l'équipe du Quotidien de Paris à sa création, auprès d'Henry Chapier et Philippe Tesson. Il y anime la rubrique Théâtre où il rédige de nombreux articles consacrés à la scène théâtrale européenne, de Patrice Chéreau à Giorgio Strehler. En parallèle, il collabore aux pages de plusieurs publications culturelles: Les Nouvelles littéraires, Le Cahier de l'Odéon, la revue de la Comédie-Française, le journal du Théâtre de la Ville… Il y signe des éclairages de référence sur le théâtre classique et l'œuvre de dramaturges contemporains aussi divers que René Kalisky, Louis Calaferte ou René de Obaldia. À partir de 1982, il collabore à Paris Match où il met à l'honneur des écrivains d'envergure internationale dont Alberto Moravia, Anthony Burgess, Graham Greene, Henri Troyat, Hervé Bazin, et de grandes figures du monde artistique comme Léo Ferré, Philippe Noiret, Jean Anouilh, Michel Audiard, Henri Verneuil, John Huston, Peter Brook… En 1986-87, il est critique dramatique à France-Soir où il succède à François Chalais.
Couronné à vingt-cinq ans par le Prix de la Vocation (Fondation Marcel Bleustein-Blanchet-Prix Lucie Faure) pour son premier roman publié chez Flammarion Une fille pour l'hiver, salué par la critique (Matthieu Galey, Jérôme Garcin) et par les écrivains Yves Navarre, Pierre-Jean Remy et Pierre Bourgeade, il se consacre à l'écriture en marge de ses activités de journaliste. Des romanciers tels que Henri Troyat, Michel Déon, Nancy Huston et des dramaturges, notamment Jean Anouilh et René de Obaldia, lui ont témoigné depuis ses débuts leur soutien et leur considération. Suivront de nombreux romans dont plusieurs seront adaptés au cinéma (Un pont entre deux rives porté à l'écran en 1999, co-réalisé et interprété par Gérard Depardieu, avec Carole Bouquet, Mélanie Laurent et Charles Berling), ainsi qu'à la télévision (Lucas réalisé en 1993 par Nadine Trintignant pour France 2  avec Évelyne Bouix, Robinson Stévenin, Danièle Lebrun, Jean-Claude Brialy et François Cluzet, Romance sans parole réalisé en 2002 par Jean-Daniel Verhaeghe pour France 3 avec Cristiana Reali, Agathe Natanson et Bernard Le Coq).
En 1980, sa rencontre avec Helvio Soto, cinéaste chilien en exil (Il pleut sur Santiago), ancien directeur des programmes de la chaîne d'État sous la présidence d'Allende, lui vaut de faire ses premiers pas de dialoguiste (La Triple mort du troisième personnage) avec Brigitte Fossey et André Dussollier. Il enchaîne en travaillant avec Robert Hossein et le producteur Alexandre Mnouchkine. Réputé dès son premier livre pour écrire avec une "caméra-stylo", il opère dès lors un virage qui le conduit à explorer le monde de la fiction audiovisuelle et devient scénariste (Un soleil pour l'hiver (France 3) réalisé par Laurent Carcélès avec Patachou et Philippe Caroit, L'Impossible monsieur papa (Canal +) réalisé par Denys Granier-Deferre avec Évelyne Bouix et Francis Huster, L'enfance volée réalisé par Jean-Pierre De Decker avec Marianne Basler, Petite sœur (TF1) réalisé par Marion Sarraut avec Natacha Régnier, Annie Girardot et Martin Lamotte, Un bout de ciel dans un coin de fenêtre (France Culture)  avec Renée Faure de la Comédie Française.)
Découvert par Paul Otchakovsky-Laurens pour son premier livre chez Flammarion en 1977, il fera route, à partir de 2007, avec l'éditeur Claude Durand chez Fayard.
Il est également l'auteur d'une trilogie romanesque sur le destin des femmes à travers tout le XXe siècle: Les Conquérantes, reprise en format poche (AZ éditions).

## Ouvrages publiés
- Une fille pour l'hiver (roman), Flammarion, 1977 (ISBN 2-08-064001-1, OCLC 418345532, BNF 34708939) — Prix de la vocation.

- La Vie comme je te pousse, Flammarion, 1980 (ISBN 2-08-064-292-8).

- Le Cœur des choses, Flammarion, 1982 (ISBN 2-08-064423-8).
- Lucas, Flammarion, 1985 (ISBN 2-08-064758-X).Voir « Alain Leblanc, peintre des vicissitudes », Le Monde,‎ 25 mai 1985.
- Un pont entre deux rives, éditions Anne Carrière, 1996, (ISBN 978-2-910-18884-9) — traduit en Allemagne, au Japon, en Grèce, aux Pays-Bas, au Canada.

- Le Cœur des choses, éditions Anne Carrière, 1997 (ISBN 2-84337-023-X).

- Même un chemin de mille lieues commence par un pas, éditions Anne Carrière, 1998 (ISBN 2-910188-98-1).

- Le Séjour des ombres, Plon, 2000 (ISBN 2-259-19178-9, présentation en ligne).

- Le Précepteur de Fréville, Plon, 2001 (ISBN 2-259-19248-3).

- Le Hussard de la liberté, Flammarion, 2003 (ISBN 2-08-068338-1).
- Une enfance en morceaux, Le Rocher, 2005 (ISBN 2-268-05416-0).
- Les Foulards pourpres, éditions Privat, 2006 (ISBN 2-7089-5846-1).Voir « Une femme d'esprit sous Charles X », Le Figaro,‎ juin 2006 ; « Les prémices du féminisme », Actualité de l'Histoire,‎ août 2006.
- Un printemps de braises, Fayard, 2007 (ISBN 978-2-213-63119-6).
- Les Espérances trahies, Fayard, 2008 (ISBN 978-2-213-63230-8).
- La Main tendue, Fayard, 2009 (ISBN 978-2-213-63617-7).

- La Lauréate, Fayard, 2010 (ISBN 978-2-213-64360-1).
- Les Conquérantes, t. I : Les Chaînes (1890-1930), French Pulp éditions, 2016 (ISBN 979-10-251-0216-9, OCLC 974802668).

- Les Conquérantes tome=II, La Résistance (1930-1960), French Pulp éditions, 2017 (ISBN 979-10-251-0296-1).
- Les Conquérantes, t. III : Un souffle d'indépendance, French Pulp éditions, 2019 (ISBN 979-1-0251-0572-6)

- Agnès ou la Beauté cachée, France Loisirs, 2023  (ISBN 978-2-298-18695-6)
- La Planète Maud, AZ éditions, 2022 (ISBN 978-2-38210-105-6)